# Casasbuenas
Casasbuenas – gmina w Hiszpanii, w prowincji Toledo, w Kastylii-La Mancha, o powierzchni 30,46 km². W 2011 roku gmina liczyła 210 mieszkańców.